# Administració Central Tibetana

bandera del Tibet, amb els lleons de les neus

Escut del Tibet

L'Administració Central Tibetana (en tibetà བཙན་བྱོལ་བོད་གཞུང་ o btsan-byol bod gzhung), també coneguda com a Govern Tibetà a l'Exili és una organització política que administra políticament la major part dels refugiats tibetans a l'exterior (principalment a Índia, Nepal i Bhutan) i que reclama tenir sobirania i ser el legítim govern de l'actual Regió Autònoma del Tibet, així com Gansu, Sichuan i Yunnan (el Tibet històric) i que es va formar després de la invasió xinesa del Tibet el 1950.
L'organització constitueix un lobby polític amb l'objectiu que Tibet sigui alliberat de la invasió xinesa o que almenys gaudi de major autonomia com la de Hong Kong, cerca preservar la cultura tibetana, fomentar condicions de vida dignes per als refugiats tibetans i generar consciència global per les violacions a drets humans a la República Popular de la Xina.
Té la seu a McLeod Ganj, ciutat de Dharamsala, Estat d'Himachal Pradesh, Índia.

## Política

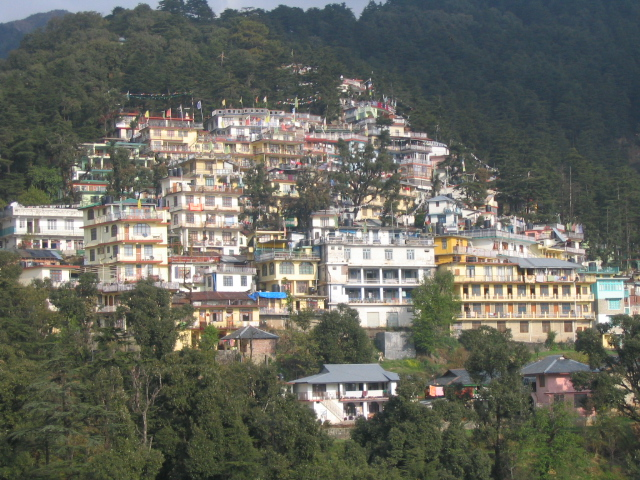
Habitacions de McLeod Ganj.

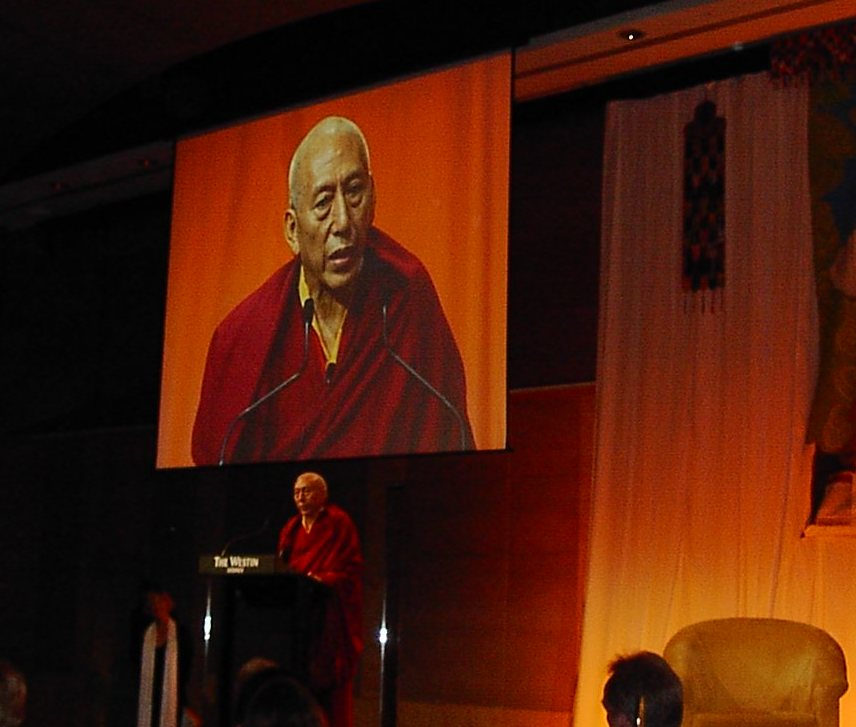
Samdhong Rinpoche, portantveu de l'ACT, en un sopar per a recollir diners a Sydney (Austràlia) el 2006

L'Administració Central Tibetana és una monarquia constitucional en la qual el Dalai Llama exerceix un poder simbòlic o cultural (similar al rei d'Anglaterra) però en la qual el poder polític i administratiu és exercit pel Primer Ministre, anomenat Kalon Tripa, elegit democràticament per tots els tibetans a l'exili registrats per votar. L'actual primer ministre elegit el 2007 (a les primeres eleccions democràtiques de la història tibetana) és el professor Lobsang Tenzin, monjo i professor.
El poder legislatiu és exercit per un Parlament electe democràticament entre la població tibetana que va fou convocat per primera vegada el 2 de setembre de 1960, data que és commemorada pels tibetans com el Dia de la Democràcia. És compost per dos representants de la diàspora tibetana a Europa, un de la diàspora tibetana a Amèrica, deu delegats de cada província tradicional del Tibet, dos membres de cadascuna de les quatre escoles tradicionals del budisme tibetà i un del xamanisme autòcton Bön i d'un a tres representants designats pel Dalai Lama.
El govern no està reconegut per cap estat del món. Des de l'11 de febrer de 1991 és un dels membres fundadors de l'Organització de Nacions i Pobles No Representats (UNPO) i rep diners de països com Estats Units i Bhutan. L'octubre de 1998 l'administració del Dalai Lama reconegué haver rebut 1,7 milions de dòlars a l'any del govern dels EUA a través de la CIA durant la dècada de 1960, i que també havien entrenat un exèrcit guerriller a Camp Hale, Colorado.
El govern de l'Índia li permet administrar els afers dels refugiats tibetans com l'educació, els serveis de salut, seguretat social, activitats culturals i desenvolupament econòmic, i realitza una tasca similar amb els refugiats a Nepal i Bhutan.
Per ser considerat ciutadà tibetà cal haver nascut al Tibet o tenir almenys un dels pares tibetà, però com que a molts refugiats els manca documents que provin el seu origen, sovint el "llibre verd", nom que rep la targeta d'identitat i passaport tibetà emès per l'ACT, es tramita amb una entrevista. El document no té cost, però se sol·licita una contribució voluntària de 58 rupies anuals (encara que és menys per a aturats i estudiants) per als refugiats a Índia, Nepal i Bhutan, i de 96 dòlars anuals per als tibetans de la resta del món. El document permet participar en les eleccions tibetanes.
L'actual gabinet, hereu del kashag, està conformat per:
- Samdhong Lobsang Tenzin - Primer Ministre
- Tempa Tsering -Representant de Sa Santedat el Dalai Lama davant el govern indi
- Kesang Yangkyi Takla -Ministre d'Informació i Afers Exteriors
- Thupten Lungrik -Ministre d'Educació
- Tsering Phuntsok -Ministre de Religió i Cultura
- Ngodup Drongchung -Ministre de Seguretat
- Tsering Dhondup -Ministre de Finances
- Paljor Tsering Chope -Ministre de Salut

## Jocs Olímpics Pequín 2008
La realització dels Jocs Olímpics d'Estiu de 2008 a Pequín va generar fortes protestes per part de tibetans i simpatitzants de la causa tibetana arreu del món. La policia de països amb grans quantitat de refugiats tibetans com Índia i Nepal va haver de mantenir l'ordre davant les protestes. Al Japó, un país de llarga tradició budista on més del 98% de la població és budista, s'hi convocaren multitudinàries protestes pro-tibetanes davant l'arribada del president xinès Hu Jintao
A més del suport mostrat pels japonesos, l'aleshores candidat presidencial Barack Obama va sol·licitar al president George W. Bush que no assistís als Jocs Olímpics de Pequín si el govern xinès no dialogava amb el Dalai Lama. El president de França Nicolas Sarkozy i el Secretari General de les Nacions Unides, Ban Ki-moon no van assistir a l'obertura dels Jocs. També es va fer públic un comunicat emès per 12 intel·lectuals xinesos que donaven suport l'autonomia del Tibet i demanaven al govern de Pekín de detenir el conflicte ètnic.
En la seva polèmica més recent, el Dalai Lama va visitar la República de la Xina (Taiwan) convidat pel seu govern, un país majorment budista i que és reclamat per la República Popular de la Xina com a part del seu territori, per tal de resar per les víctimes dels recents huracans, la qual cosa va provocar la ira del govern xinès, qui ho va considerar una provocació. El Dalai Lama va assegurar que la seva labor era purament humanitària i religiosa.

## Disputes amb joves radicals
Grups de joves tibetans radicals com el Congrés de la Joventut Tibetana i l'organització d'Estudiants per un Tibet Lliure que reclamen no sols l'absoluta independència del Tibet (no l'autonomia promulgada pel Govern tibetà a l'exili liderat pel Dalai Lama) sinó que també qüestionen la resistència no violenta, s'han enfrontat al mateix lideratge tradicional tibetà, i el govern xinès els culpa per estar darrere dels motins i aixecaments populars anticomunistes a Tibet. No obstant això, el Dalai Lama es va reunir amb Tsewang Rigzin, líder del Congrés de Joventut Tibetana, i altres dirigents radicals per a llimar les diferències. Lhadon Tethong, directora d'Estudiants per un Tibet Lliure, reconegué que ningú posa en dubte l'autoritat del Dalai Lama però que els joves tibetans que havien crescut en nacions democràtiques eren més exigents en la recerca de l'emancipació del Tibet.